# Cristian Rosales
Cristian Rosales (* 11. September 1978 in San José; † 4. November 2011 in El Pinar) war ein uruguayischer Leichtathlet.

## Karriere
Der aus San José stammende, 1,75 Meter große Rosales war Soldat und gehörte dem Club Social y Deportivo Andresito del Ejército an. Er war in den Laufwettbewerben auf den Mittel- und Langstrecken aktiv. Bei den Juniorensüdamerikameisterschaften 1997 in San Carlos gewann er den Titel sowohl über 1500 Meter als auch über 5000 Meter. Auch wurde er in jenem Jahr über 5000 Meter Panamerikanischer Junioren-Vizemeister in Kuba. Er gehörte dem uruguayischen Aufgebot bei den Panamerikanischen Spielen 1999 in Winnipeg an. Dort belegte er im 1500-Meter-Lauf den 7. Platz. 2001 gewann er bei den Uruguayischen Meisterschaften den Titel über 1500 Meter. Im Laufe seiner Karriere sicherte er sich zwischen 1994 und 2006 mehrere Uruguayische Meistertitel auch auf der 5000- und der 10.000-Meter-Distanz. Bei den Iberoamerikanischen Meisterschaften 2003 in Buenos Aires wurde er 9. im Halbmarathon. Er war ebenfalls Teil des Teams bei der Querfeldeinlauf-Weltmeisterschaften 2005 in Saint-Galmier. Beim dortigen Rennen ging er allerdings nicht an den Start. 2010 gewann er den Nike Run. Im Juli 2011 trat er bei den Militärweltspielen über 1500 Meter an.
Rosales ist heute (Stand: 15. Juni 2015) noch Inhaber der uruguayischen U-20-Landesrekorde auf der 1500-, der 5000- und der 10.000-Meter-Strecke. Diese Rekorde während der Juniorenzeit blieben auch seine persönlichen Karrierebestleistungen.
Rosales erschoss sich in der Nacht auf den 4. November 2011 in El Pinar.

## Erfolge
- Juniorensüdamerikameister: 1997 - 1500 und 5000 Meter
- Uruguayischer Meister: 2001 - 1500 Meter

## Persönliche Bestleistungen
- 1500 Meter: 3:49,0 Minuten, 6. Dezember 1996, Montevideo
- 5000 Meter: 14:20,53 Minuten, 6. April 1997, Mar del Plata
- 10.000 Meter: 29:59,9 Minuten, 15. März 1997, Montevideo